# Frontière entre l'Ouganda et le Rwanda
La frontière entre l'Ouganda et le Rwanda est une frontière internationale continue longue de 172 kilomètres séparant l'Ouganda au nord et le Rwanda au sud, en Afrique de l'Est. Cette frontière de ces deux pays enclavés est terrestre et fluviale. Elle suit très grossièrement un axe sud-ouest/nord-est.

## Tracé
Elle débute à l'ouest au tripoint avec la république démocratique du Congo situé presque au sommet du volcan Sabinyo à plus de 3 500 m d'altitude dans les montagnes des Virunga, une chaine volcanique du Grand Rift. Elle passe ensuite sur la crête du volcan Gahinga, puis au sommet du volcan Muhavura à plus de 4 100 m, tous ceux situés à proximité. La frontière prend alors une direction nord-est puis par un arc de cercle sur un plateau à 2000 mètres d'altitude, redescend vers le sud-est et de passe à moins de deux kilomètres au nord du lac Burera. La frontière va alors, sur environ 90 km, traverser une zone de collines, s'étageant entre 2000 et 2400 mètres, prenant un direction nord-est, puis sud-est, sud et enfin de nouveau nord-est suivant des crêtes ou des vallées. La frontière va ensuite  suivre toujours dans cette direction, des vallées de moindre altitude avant de rejoindre et de suivre le cours de la rivière Muvumba jusqu'à sa confluence avec la rivière Kagera qui marque le tripoint avec la Tanzanie. 

## Points de passages

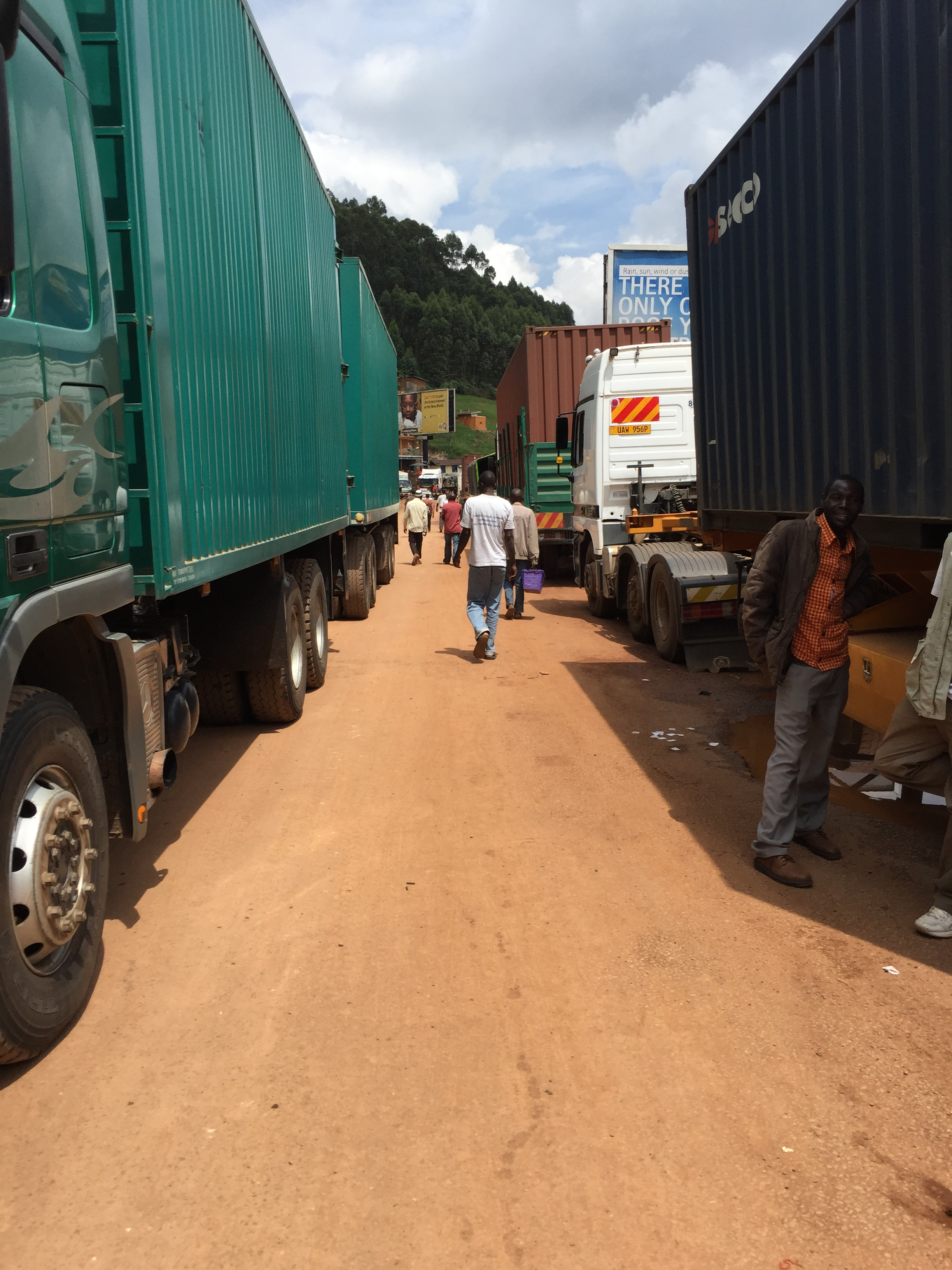
Camions en attente à la frontière entre l'Ouganda et le Rwanda (2015)

Les principaux points de passage routiers de la frontière sont (d'ouest en est)
- Cyanika
- Gatuna
- Kagitumba